# Tomislav Šarić (pjesnik)
Tomislav Šarić ( Bistrica, Uskoplje; 22. kolovoza 1967. ) je hrvatski pjesnik iz Bosne i Hercegovine. 

## Životopis
Osnovnu i srednju školu pohađao je u rodnom Uskoplju, a diplomirao na Ekonomskom fakultetu Sveučilišta u Zagrebu, gdje trenutačno živi i radi. Dobitnik je nagrade Goran za mlade pjesnike 1992. godine i Hrvatske književne nagrade grada Karlovca Zdravko Pucak 1996. godine.

## Djela
- Rekonstrukcija događaja, (pjesme, 1992.)
- Živjeti u Uskoplju, (pjesme, 1996.)
- Pjesme u panorami Petnaestorica, (2000.)
- Ruža na vjetru. Rimokatolička župa sv. Male Terezije od Djeteta Isusa u Bistrici na gornjem Vrbasu, s Antom Škegrom, Antom Šarićem i Slavicom Buljan, (monografija, 2003.)